# Huguo Boss
Ne doit pas être confondu avec Hugo Boss (homme d'affaires) ou Hugo Boss.
Huguo Boss, de son vrai nom Hugues Kevin Gouba, est un artiste et entrepreneur burkinabè. Il est né le 2 novembre 1997 à Ouagadougou.

## Biographie

### Enfance et études
Huguo Boss naît à Ouagadougou. Il fréquente l’école primaire et secondaire jusqu’au baccalauréat. À l’Institut africain de management (IAM), il opte pour des études de transports et logistiques.

### Carrière musicale
Huguo Boss,, commence sa carrière musicale en 2017 avec des freestyles. Il chante Tu dis quoi avec le groupe Lastking 226, et Cœur brisé jeune populaire avec Bosslife. La même année, il lance son premier album titré Ma vie. L’album lui permet de faire une tournée nationale et ouest-africaine à travers des concerts et d’obtenir le trophée du meilleur rappeur burkinabè, en plus d’être désigné comme l’ambassadeur de l’ONG américain Snakenation pour le projet jeune Bili Now Now.
En 2019, Huguo lance un hit titré Ça connait pas en collaboration avec le rappeur MC One.
En 2020 il remporte le trophée de la meilleure collaboration musicale de l’intégration africaine au 12 PCA ( Personnalité Culturelle de L’année ).

### Carrière entrepreneuriale
Avec son entreprise de communication BSL, Huguo Boss organise le festival de la jeunesse de Ouaga, le festival de la jeunesse à Abidjan, la nuit de l’excellence et de l'entreprenariat et du mérite à Paris, l’opération un jeune arbre. Son engagement pour le social, la culture, la jeunesse et l’entreprenariat fait de lui l’ambassadeur de plusieurs marques de société burkinabè. En 2022, il lance le projet Un concert, une école, pour collecter des fonds afin de construire une école,,. 

## Discographie

### Albums
- 2017 : Ma vie[10]
- 2019 : M’Business 2.0

### Singles
- 2017 : Tu dis quoi ?
- 2019 : Ça connait pas
- 2023 : Chérie coco[11]

## Distinctions
- 2017 : 12 PCA